# Groupe Managem
De Groupe Managem is een Marokkaanse onderneming, actief in de mijnbouw en de hydrometallurgie. De groep is sedert 1930 actief in de extractie, opwerking en handel in courante en edele metalen, kobalt en andere mineralen, in Marokko en elders in Afrika. Groupe Managem staat genoteerd op de Beurs van Casablanca, en is daar opgenomen in de beursindex. 
De Groupe Managem wordt gecontroleerd door Al Mada, een investeringsfonds dat gegroeid is uit de Société Nationale d'Investissement (SNI) en Omnium Nord-Africain (ONA). De grootste aandeelhouder van Al Mada is SIGER, een holding die toebehoort aan de Marokkaanse koninklijke familie.
Groupe Managem heeft belangen in meerdere Afrikaanse mijnen, onder meer:
- fluoriet, in de El Hammam mijn, ten zuiden van Meknes, Marokko
- goud, in Soedan, Guinee, Gabon en Congo (DRC)
- kobalt, in de Bou-Azzer-mijn, ten zuiden van Ouarzazate, Marokko
- koper, in Pumpi (Lualaba, Congo (DRC) en Tizert, Zuid-Marokko
- zilver, in Imiter, ten oosten van Ouarzazate, Marokko
- zink en lood, in de mijnen van Hajjar, Tighardine en Drâa Sfar, nabij Marrakech, Marokko.

Mijnbouw veroorzaakt milieuschade, die niet altijd volledig wordt gecompenseerd of verholpen. Daartegen rijst dan lokaal verzet, zoals bij Managem onder meer het geval was bij de zilvermijn van Imiter.